# Гипнопомпическая галлюцинация
Гипнопомпи́ческая галлюцина́ция (лат. hallucinationes hypnopompicae, от др.-греч. ὕπνος — сон и πομπός — сопутствующий) — разновидность галлюцинации, возникающая при пробуждении (в промежуточном состоянии между сном и бодрствованием). Возникновение происходит при тёмном зрительном поле (при закрытых глазах). Галлюцинации преимущественно зрительной, реже слуховой или другой модальности. Нередко сопровождаются сонным параличом (катаплексией пробуждения).
Гипнопомпические галлюцинации иногда встречаются при нарколепсии.
В Международной классификации болезней 11-го пересмотра (МКБ-11) гипнопомпические галлюцинации стали выделяться под отдельным кодом — MB27.22, и относятся к группе «симптомы или признаки, связанные с нарушением восприятия».